# Склярівка
Скля́рівка — село в Україні, у Миколаївській сільській громаді Сумського району Сумської області. Населення становить 277 осіб. До 2016 орган місцевого самоврядування — Северинівська сільська рада.

## Географія
Село знаходиться на відстані до 1 км від сіл Софіївка, Постольне і Соколине. У селі бере початок річка Кровна. Поруч проходить автомобільна дорога Р44.

## Історія
Станом на 1914 рік село відносилось до Миколаївської волості, кількість мешканців становила 1673 особи.
Імовірно, селом був поглинутий хутір Федорівка (також відомий як хутір Панфедорівка Перша до 4 червня 1945).
12 червня 2020 року, відповідно до розпорядження Кабінету Міністрів України № 723-р «Про визначення адміністративних центрів та затвердження територій територіальних громад Сумської області», село увійшло до складу Миколаївської сільської громади.
19 липня 2020 року, в результаті адміністративно-територіальної реформи та ліквідації Сумського району(1923—2020), увійшло до складу новоутвореного Сумського району.

## Населення

### Мова
Розподіл населення за рідною мовою за даними :
| Мова       | Кількість | Відсоток |
| ---------- | --------- | -------- |
| українська | 266       | 96.03%   |
| російська  | 7         | 2.53%    |
| вірменська | 4         | 1.44%    |
| Усього     | 277       | 100%     |